# Монтекристо-де-Герреро
Монтекристо-де-Герреро (исп. Montecristo de Guerrero) — посёлок в Мексике, штат Чьяпас, входит в состав одноимённого муниципалитета и является его административным центром. Численность населения, по данным переписи 2020 года, составила 3191 человек.

## Общие сведения
Название посёлка составное: Montecristo дано в честь Иисуса Христа, и Guerrero в честь национального героя Висенте Герреро.
Поселение было основано в XIX веке Франсиско Веласко Мартинесом.
В 1912 году губернатор Флавио Гильен присвоил поселению статус посёлка и административного центра муниципалитета, но в 1915 году муниципалитет был расформирован.
В 1921 году упоминается как муниципальная делегация, входящая в состав муниципалитета Ла-Конкордия.
В 1933 году посёлок вошёл в состав нового муниципалитета Анхель-Альбино-Корсо.
28 июля 1999 года Монтекристо-де-Герреро становится административным центром собственного муниципалитета.